# Fassifern
Fassifern är en del av en befolkad plats i Australien. Den ligger i kommunen Lake Macquarie Shire och delstaten New South Wales, i den sydöstra delen av landet, omkring 100 kilometer norr om delstatshuvudstaden Sydney. Antalet invånare är 598.
Trakten är tätbefolkad. Närmaste större samhälle är Newcastle, omkring 18 kilometer öster om Fassifern. Genomsnittlig årsnederbörd är 1 393 millimeter. Den regnigaste månaden är februari, med i genomsnitt 222 mm nederbörd, och den torraste är juli, med 42 mm nederbörd.